# Skuld (Norna)

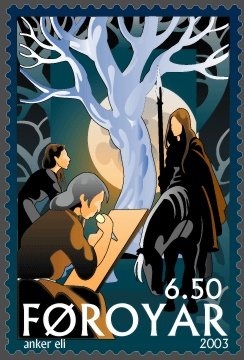
... y la norna más joven, llamada Skuld, cabalga para tomar a los muertos y decidir los combates... Sello de las Islas Faroe, por Anker Eli Petersen, que representa a las nornas (2003).

Skuld era una de las tres Nornas principales de la mitología nórdica junto a Urd y Verdandi. Junto a sus hermanas tejía los tapices del destino bajo el fresno Yggdrasil.
Su nombre está asociado en nórdico antiguo (así como en los idiomas escandinavos modernos) a "deuda, falta, culpa, o responsabilidad". Etimológicamente la palabra deriva de skola en islandés/nórdico antiguo, "necesidad, ser necesario". Esta palabra comparte el mismo origen que ciertos verbos germánicos modales como "skulle" en sueco (modo condicional, "lo que podría ser") o "should" en inglés ("lo que debería ser"). Por extensión, Skuld se interpreta usualmente como el aspecto del destino relacionado o reflejado en el futuro, es decir, "lo que nos hará falta, lo que debería ser, o lo que es necesario que ocurra". Otros autores han comentado, sin embargo, que el material en las Eddas no caracteriza a las nornas como responsables exclusivas de distintos períodos del tiempo. Por el contrario, el material sugiere que todas ellas están asociadas al destino y que el pasado, el presente, y el futuro están entrelazados de tal modo que no pueden ser separados por las nornas.

## Valquiria
Ella también desempeñaba un trabajo de valquiria, cabalgando en los campos de batalla mientras decidía sobre las vidas de los combatientes y decidiendo la suerte que llevaría a la victoria. Es nombrada por lo menos dos veces en poemas escritos en islandés/nórdico antiguo como tal.

### Völuspá
| Sá hon valkyrjur vítt um komnar, görvar at ríða til Goðþjóðar. Skuld helt skildi, en Skögul önnur, Gunnr, Hildr, Göndul ok Geirskögul. | Ella vio valquirias viniendo de lo lejos y ancho, listas para cabalgar hacia Goðþjóð. Skuld tenía un escudo, y Skögul era otra, Gunnr, Hildr, Göndul y Geirskögul. |

### Nafnaþulur
En la adición nafnaþulur a la Edda de Snorri se encuentran las siguientes estrofas:
| Mank valkyrjur Viðris nefna. Hrist, Mist, Herja, Hlökk, Geiravör, Göll, Hjörþrimul, Gunnr, Herfjötur, Skuld, Geirönul, Skögul ok Randgníð. Ráðgríðr, Göndul, Svipul, Geirskögul, Hildr ok Skeggöld, Hrund, Geirdriful, Randgríðr ok Þrúðr, Reginleif ok Sveið, Þögn, Hjalmþrimul, Þrima ok Skalmöld. | Recitaré los nombres de las Valquirias de Viðrir (Odín). Hrist, Mist, Herja, Hlökk, Geiravör Göll, Hjörþrimul Gunnr, Herfjötur Skuld, Geirönul Skögul y Randgníð. Ráðgríðr, Göndul, Svipul, Geirskögul, Hildr y Skeggöld, Hrund, Geirdriful, Randgríðr y Þrúðr, Reginleif y Sveið, Þögn, Hjalmþrimul, Þrima y Skalmöld. |